# Niketa I. Carigradski
Niketa I. (Nikita; grč. Νικήτας) (? – 7. veljače 780.) bio je grčki eunuh slavenskog podrijetla te patrijarh Konstantinopola.
Konstantin V. Kopronim, car Bizantskog Carstva, postavio je Niketu za patrijarha 766.; Niketin je prethodnik bio patrijarh Konstantin II. Carigradski. Međutim, Niketa nije bio previše popularan u Konstantinopolu jer je bio protiv kulta ikona. Niketa je umro 780. te je proglašen heretikom, a naslijedio ga je sveti Pavao IV.
| prethodnik Konstantin II. Carigradski | Patrijarh Konstantinopola 766. – 780. | nasljednik Pavao IV. Carigradski |